# ناحیه ایستون، میشیگان
ناحیه ایستون (به انگلیسی: Easton Township) یک منطقهٔ مسکونی در ایالات متحده آمریکا است که در شهرستان آیونیا، میشیگان واقع شده‌است.
 ناحیه ایستون ۷۴٫۰ کیلومتر مربع مساحت و ۲٬۸۳۵ نفر جمعیت دارد و ۲۵۵ متر بالاتر از سطح دریا واقع شده‌است.